# Воин, Пётр Фёдорович
Пётр Фёдорович Воин (18 января 1924, Водяно-Лорино, Еланецкий район — 26 мая 1987, Бугское, Николаевская область) — полный кавалер Ордена Славы, участник Великой Отечественной войны, помощник командира взвода 117-го гвардейского стрелкового полка 39-й гвардейской стрелковой дивизии, гвардии старший сержант.

## Биография
Родился 18 апреля 1924 года в селе Водяно-Лорино (ныне Еланецкого района Николаевской области, Украина) в семье крестьянина. Украинец.
Член КПСС с 1953 года. Образование среднее. Работал в Бугской промышленной артели. В РККА с 1944 года. На фронте с марта 1944 года. Особо отличился в боях за освобождение Украины и Польши.
Наводчик миномёта в 117-м гвардейском стрелковом полку 39-й гвардейской стрелковой дивизии (8-я гвардейская армия, 3-й Украинский фронт) гвардии рядовой Воин П. Ф. 10 мая 1944 года, при отражении контратак противника в районе города Одесса с расчётом истребил свыше 10 солдат, подавил 2 огневые точки. 20 июня 1944 года награждён Орденом Славы 3-й степени.
Командир миномётного расчёта гвардии сержант Воин П. Ф. 1 августа 1944 года переправился с подчиненными через реку Висла юго-западнее города Магнушев (Польша). При расширении плацдарма минометчики уничтожили до 20 гитлеровцев и несколько огневых точек противника. 3 сентября 1944 года награждён Орденом Славы 2-й степени.
Помощник командира взвода гвардии старший сержант Воин П. Ф. в боях на подступах к городу Познань (Польша) 26 января 1945 года, после ранения командира, принял на себя командование взводом, который поразил около 30 вражеских солдат и офицеров, подавил 3 дота. Воин П. Ф. был ранен, но остался в строю. 24 марта 1945 года награждён Орденом Славы 1-й степени.
В марте 1947 года демобилизован. Жил в селе Бугское Новоодесского района Николаевской области Украины. Работал в совхозе.
Умер 26 мая 1987 года.

## Награды
- Орден Отечественной войны I степени. Указ Президиума Верховного Совета СССР от 11 марта 1985 года.
- Орден Славы I степени (№ 936)[1].
- Орден Славы II степени (№ 4150)[2].
- Орден Славы III степени (№ 44545)[3].
- Медаль «За победу над Германией в Великой Отечественной войне 1941—1945 гг.»[4].
- Медаль «За взятие Берлина»[5].
- Другие медали СССР.